# 亞羅斯拉夫·米哈伊洛夫
亞羅斯拉夫·米哈伊洛夫（德語：Yaroslav Mikhailov；2003年4月28日—）是一位俄羅斯足球運動員，在場上的位置是進攻中場。他現在效力於泽尼特。